# Bécasse des Moluques
Scolopax rochussenii
Espèce
Statut de conservation UICN

 EN B1ab(ii,iii,v) : En danger
La Bécasse des Moluques (Scolopax rochussenii) est une espèce d’oiseaux appartenant à la famille des Scolopacidae.
Elle peuple les îles Obi et Bacan dans les Moluques.